# Tualatin

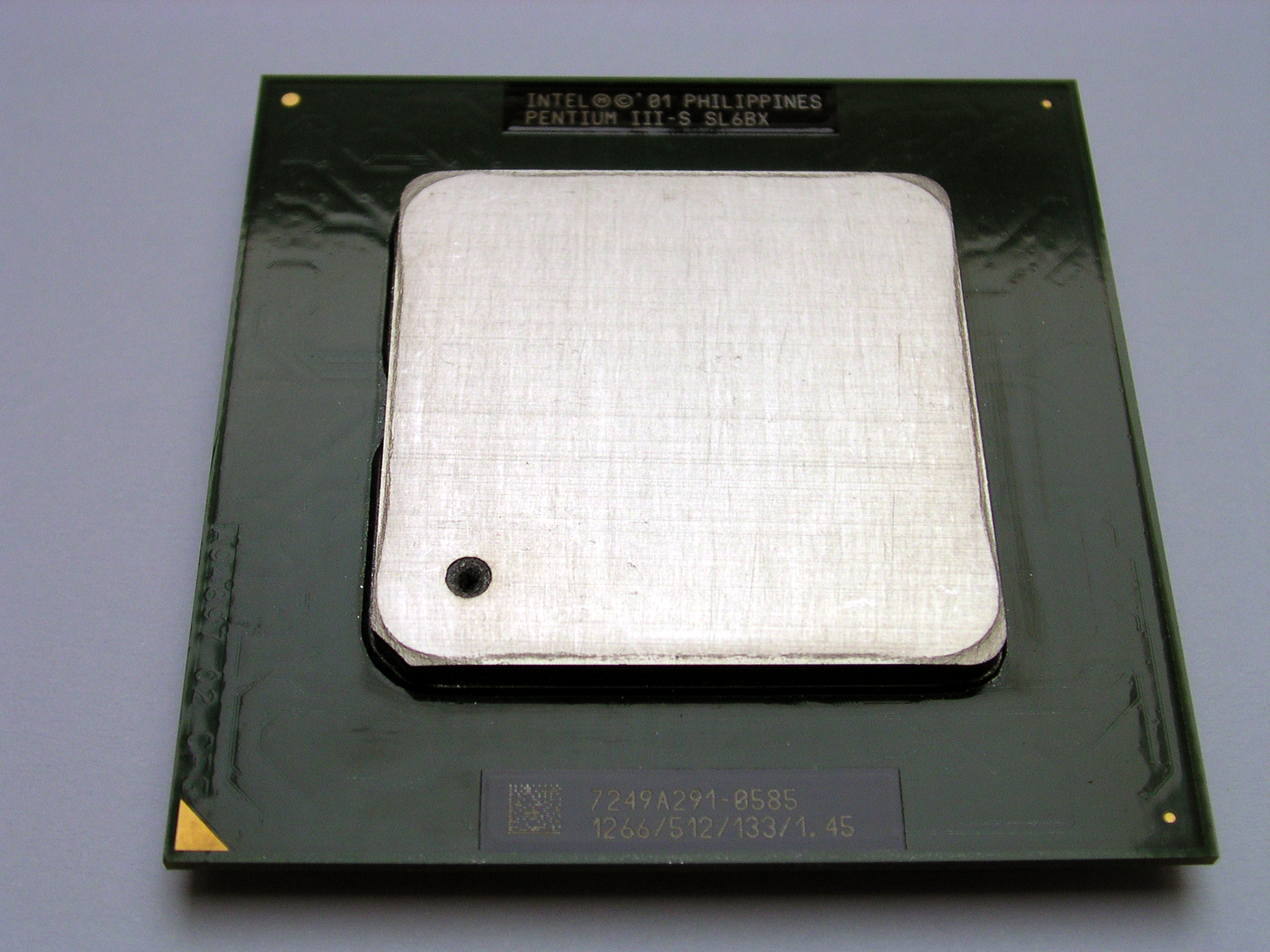
Intel Pentium III-S Tualatin.

Tualatin, és el nom de la tercera versió del microprocessador Pentium III d'Intel. Conté de 256 a 512 k de memòria caché de segón nivell depenent de les versions. Està construït utilitzant un procés productiu de 0.13μm. Intel l'ha construït per poc temps del 2001 al 2002, per no restar protagonisme a l'aleshores acabat de néixer Pentium 4. Molts són els que creuen que el Tualatin era més potent que les primeres versions del Pentium 4, sobretot les versions amb 512 k de caché. El Tualatin també es considera l'hereu de la versió Pentium M, que és la part més important de la plataforma "Centrino" per ordinadors portàtils.

## Especificacions
- L1-Cache: 16 + 16 KB (Dades + Instruccions)
- L2-Cache: 256 or 512KB, A la mateixa velocitat que la CPU
- MMX, SSE
- Socket 370 (FC-PGA2)
- BUS: 133 MHz
- Voltatge: 1.45, 1.475V
- Primera Unitat: 2001
- Velocitat: 1000 -1400 MHz
  - Pentium III (256 KB L2-Cache): 1000, 1133, 1200, 1333 MHz
  - Pentium III-S (512 KB L2-Cache): 1133, 1266, 1400 MHz